# Reial Societat d'Horticultura
La Reial Societat d'Horticultura (en anglès: Royal Horticultural Society, RHS) va ser fundada el 1804. Va obtenir el nom actual per una cèdula reial de 1861 signada pel príncep Albert (1819-1861). La seva seu central és al número 80 de Vincent Square a Londres. La seva rica biblioteca s'ha anat formant gràcies a diferents llegats, tal com el de la biblioteca de John Lindley (1799-1865). Aquesta organització mecenes, va néixer amb l'objectiu de promoure la jardineria i l'horticultura a la Gran Bretanya i a Europa. Organitza una sèrie d'exposicions florals i la instal·lació de nombrosos jardins oberts al públic. La societat té quatre jardins principals a la Gran Bretanya: el jardí Wisley al comtat de Surrey, el jardí Rosemoor al comtat de Devon, el jardí Hyde Hall al comtat d'Essex i el jardí Harlow Carr al Comtat de Yorkshire. L'exposició floral més famosa és la que té lloc a Chelsea cada any. Se n'organitzen dues més, la primera al parc Tatton a Cheshire i la segona al Hampton Court Palace. La societat organitza cada any el Britain in Bloom, concurs de les ciutats més florides del país.